# SoulCalibur
SoulCalibur és una saga de videojocs de lluita i el nom del seu segon joc, de la companyia Namco (creadora també de la saga Tekken), basat en lluites amb armes. Consta de quatre jocs fins a la data, debutant amb Soul Edge en 1995. En 1999 es llançà el joc Soulcalibur per a Dreamcast, el nom del joc quedaria per a sempre com el títol de la saga.
El nou nom de la sèrie és pres de l'espasa Soulcalibur, inclosa en la història, l'oposat exacte de Soul Edge que apareix sempre per a enfrontar-la.

## Títols de la saga
- Soul Edge (1995)
- Soul Blade (1996)
- Soulcalibur (1999)
- Soulcalibur II (2003)
- Soulcalibur III (2005)
- Soulcalibur Legends (2008)
- Soulcalibur IV (2008)
- Soulcalibur V (Anunciat per al 2012)

## Joc
Originalment, Namco havia planejat descartar la majoria de l'elenc original per a introduir nous personatges que, si bé posseïen en la seua majoria noves armes, utilitzarien els mateixos moviments que els originals. Finalment es va optar per introduir a tots els personatges originals salve a dos: Li Long i Cervantes. Els personatges Mitsurugi, Voldo, Taki i Sophitia serien seleccionables des de l'inici, mentre que la resta passarien a ser activables per temps: mentre més temps passava, un nou personatge era activat.
L'elenc total de personatges ascendí a 19, encara que molts dels nous personatges compartien quasi la mateixa quantitat de moviments que els antics. Per exemple, Kilik posseïa pràcticament les mateixa tècniques que Seung Mina, sense importar que ambdós usaren diferents armes.
A més de millores gràfiques, el joc va comptar amb un sistema de joc completament renovat, molt diferent al de l'original Soul Edge. Els personatges comptarien amb una major quantitat d'atacs i amb un millor control i flexibilitat. Les arenes també serien retraballades amb variades formes, ja que en l'original eren totes de forma quadrada.
L'arcade no va ser tan popular com Namco havia esperat, però la seua versió per a la Dreamcast es va convertir en un èxit massiu, recordat i considerat pels veterans de la sèrie com el punt més alt de la franquícia. La versió realitzada per a Dreamcast compta amb nous modes, millores en els personatges i la inclusió d'un dels 2 personatges originals descartats, Cervantes de León, i la possibilitat de desbloquejar al cap final, Inferno.